# 大藪虎亮
 大藪 虎亮（おおやぶ こりょう、1885年12月1日 - 1966年）は、日本の国文学者。号は紫牛。

## 経歴
福岡県出身。1905年福岡県立尋常中学修猷館、1909年第五高等学校英語文科を経て、1912年東京帝国大学文科大学国文学科を卒業。
1920年第四高等学校教授に就任し、国語を講じる。1935年旧制広島高等学校教授に転じて、国語を講じる。

## 主な編著書
- 『奥の細道の新研究 詳解口訳』 研精堂 1926年
- 『俳文俳句川柳選』 広文堂 1930年
- 『日本永代蔵新講』 白帝社 1937年
- 『近松傑作選』 明治書院 1948年
- 『近松傑作選新解』 明治書院 1951年
- 『定本奥の細道新講』 武蔵野書院 1951年
- 『要註日本永代蔵世間胸算用』 武蔵野書院 1952年
- 『芭蕉紀行全集新解』 明治書院 1953年
- 『芭蕉名句鑑賞』 明治書院 1953年